# Asumah Abubakar
Asumah Abubakar (Kamasu, 10 mei 1997) is een Ghaneese voetballer met de Portugese nationaliteit die doorgaans als aanvaller speelt. 

## Carrière
Abubakar kwam bij Willem II terecht via een Portugese voetbalacademie. Waar hij weer terecht kwam na een mislukte stage bij SC Braga. Wegens het wegvallen van Andrade en een succesvolle stage kreeg Abubakar een contract voor 1 jaar + optie voor nog een seizoen.
Abubakar mocht invallen tijdens de thuiswedstrijd tegen FC Twente (2-3). voor die wedstrijd kon Abubakar niet in actie komen voor Willem II omdat zijn papieren niet in orde waren. Hij kon wel spelen voor de A1 en het beloften elftal. In het seizoen 2016/17 speelde hij 15 wedstrijden en de optie in zijn contract werd gelicht. Mede vanwege een blessure speelde hij niet in het seizoen 2017/18 en in juli 2018 verliet hij de club. Abubakar tekende in Juli 2018 voor twee jaar bij MVV Maastricht. in Limburg speelde hij 28 wedstrijden voor MVV. Abubakar vervolgde zijn loopbaan in 2019 bij SC Kriens.      

## Clubstatistieken
| Seizoen | Club      | Competitie       | Competitie | Competitie | Beker | Beker | Totaal | Totaal |
| Seizoen | Club      | Competitie       | Wed.       | Dlp.       | Wed.  | Dlp.  | Wed.   | Dlp.   |
| ------- | --------- | ---------------- | ---------- | ---------- | ----- | ----- | ------ | ------ |
| 2015/16 | Willem II | Eredivisie       | 1          | 0          | 0     | 0     | 1      | 0      |
| 2016/17 | Willem II | Eredivisie       | 15         | 0          | 1     | 0     | 16     | 0      |
| 2017/18 | Willem II | Eredivisie       | 0          | 0          | 0     | 0     | 0      | 0      |
| 2018/19 | MVV       | Eerste Divisie   | 27         | 0          | 1     | 0     | 28     | 0      |
| 2019/20 | SC Kriens | Challenge League | 36         | 15         | 2     | 0     | 38     | 15     |
| 2020/21 | SC Kriens | Challenge League | 11         | 7          | 1     | 0     | 12     | 7      |
| 2020/21 | FC Lugano | Super League     | 20         | 2          | 2     | 0     | 22     | 2      |
| Totaal  | Totaal    | Totaal           | 110        | 24         | 7     | 0     | 117    | 24     |